# 容姿

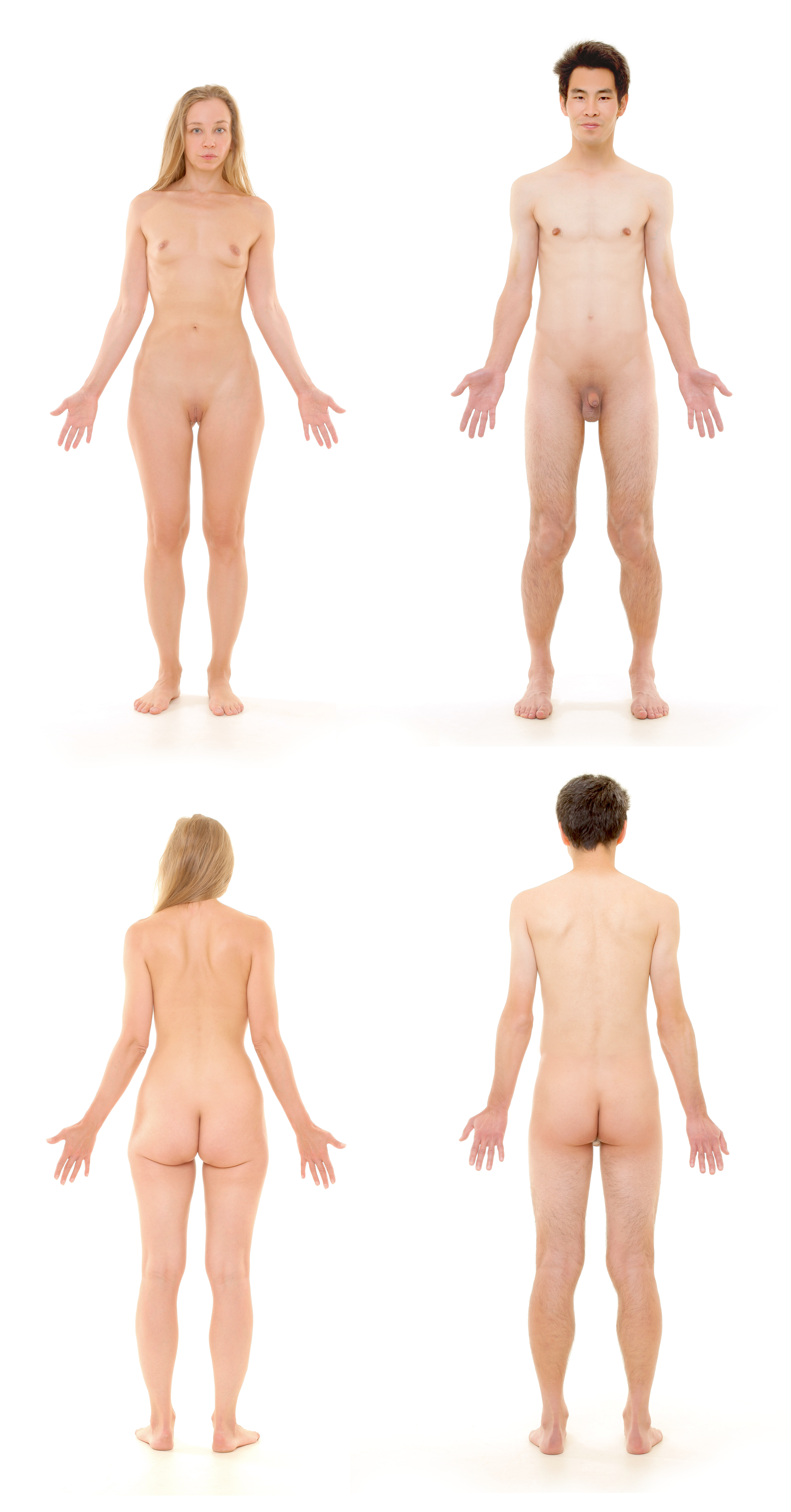
人間の体（人体）

容姿（ようし）は、顔立ちと体つきの双方を指して言う言葉である。相貌（そうぼう）は類義を持つほか人の顔立ちに限らず物事の様子を指す場合もある。
また、風貌（ふうぼう）とは顔立ち・体つき・服装・態度などを総合した見た目のことで、顔立ちではなく体つきや服装について主に指す言葉としては姿（すがた）や身なり（みなり）がある。
類義語に容貌（ようぼう）があり、こちら人の顔立ちのことである。ルックス（looks）と呼ばれることもある。
面容（めんよう）と面貌（めんぼう）は、顔立ちのみならず表情を含めた顔つきを指す。

## 概要
容貌に差異を与えるもので、遺伝によるものには次のようなものがある。
- 肌の色・肌質
- 髪の色・髪の太さ
- 目の色・目の形
- 鼻の形・高さ

また、ある程度選択可能なものには次のようなものがある。
- 表情
- 髪型
- 髪の色
- かつら
- 眉毛の形
- 眉毛の色
- 化粧
- 日焼け
- タトゥー
- 眼鏡・コンタクトレンズ
- 服装（ファッション）とのコーディネート